# Antonio Capece Minutolo
Antonio Capece Minutolo, prince de Canosa, né le 5 mars 1768 à Naples et mort le 4 mars 1838 à Pesaro, est un homme politique napolitain. Il a été Ministre de la Police du royaume des Deux-Siciles.

## Biographie

### Jeunesse
Issu d'une des plus illustres familles napolitaines, il entra, en 1798, dans le conseil de la ville de Naples. L'année suivante, lorsque le roi s'enfuit à l'approche de Championnet, il proposa de constituer un gouvernement aristocratique comme celui de Venise. Mis en prison sous la république parthénopéenne pour son hostilité contre le nouveau gouvernement, il fut condamné a cinq ans de prison, au retour de Ferdinand IV, pour sa proposition antimonarchique : mais, à la paix de Florence, il recouvra la liberté.

### Au service des Bourbons (1805-1815)
Ayant offert ses services à la reine Marie-Caroline d'Autriche (1805), il devint son principal agent, et quand, en 1806, le capitaine Cailhassou entre à Naples avec les troupes de Masséna, il s'enfuit en Sicile avec la cour.
En 1807 il fut chargé par la reine Marie-Caroline de préparer, depuis sa base de Ponza, la reconquête du trône napolitain, notamment en maintenant le contact avec le continent et en proposant des actions clandestines. Canosa fit de Ponza le quartier général de la contre-révolution bourbonienne et des intrigues ourdies contre Murat. Saliceti, Ministre de la Police du royaume de Naples sous Joseph Bonaparte et Murat, aurait essayé de faire empoisonner Canosa, il échoua. Il promit alors, mais sans plus de succès, 25 000 ducats à qui lui livrerait le prince. Il fit emprisonner les membres de sa famille demeurés à Naples.

### Restauration (1816-1821)
Quand Ferdinand reprit possession du trône de Naples, Canosa reçut le ministère de la police (1816). Il semble avoir projeté la destruction du carbonarisme, avec l'aide des Calderari (chaudronniers), fraternité secrète ultraroyaliste. Il donna, à cet effet, une nouvelle constitution aux Calderari, et les classa en curies, sous la surveillance d'une curie centrale. Chaque province avait une curie. Le complot fut découvert et Metternich et Ficquelmont exigèrent qu'on le renvoyât. Il continua à jouir de la faveur du Roi et fut de nouveau ministre en 1822. Cette fois, c'est le ministre Luigi de' Medici qui obtint son départ.

### L'exil (1821-1838)
Envoyé en exil, Canosa se retira pendant un certain temps à Pise, puis il alla vivre a Gênes. En 1831 on le retrouve à Modène, où François IV de Habsbourg-Este lui confie la police. Il cherche à promouvoir la coopération policière entre les différentes polices des États italiens. Il fonda, sous le patronage de François IV, un journal ultra-réactionnaire intitulé la Voce della Verità, auquel collaborèrent l'Abbé Cesare Galvani, la Duchesse Marie-Béatrice de Savoie et le Comte Monaldo Leopardi. L'œuvre et I'influence de Leopardi et de Canosa sur le mouvement conservateur italien des années 1800-1850 ont été considérables. Canosa mourut à Pesaro le 4 mars 1838.